# Ral·li Ciutat de Pozoblanco
El Ral·li Ciutat de Pozoblanco és una prova de ral·li que es celebra anualment, des de 2008, entorn de la localitat de Pozoblanco, a la província de Còrdova. Està organitzat per l'Escudería Sierra Morena i actualment és puntuable pel Campionat d'Espanya de Ral·lis de Terra (CERT) i el Super Campionat d'Espanya de Ral·lis (S-CER).

## Palmarès
| Any  | Pilot                                      | Copilot                                    | Vehicle                                    | Camp.                                      | Ref.   |
| ---- | ------------------------------------------ | ------------------------------------------ | ------------------------------------------ | ------------------------------------------ | ------ |
| 2008 | Xevi Pons                                  | Carlos del Barrio                          | Mitsubishi Lancer Evo IX                   | CERT                                       |        |
| 2009 | Emilio Segura                              | Ricardo Ranero                             | Mitsubishi Lancer Evo IX                   |                                            |        |
| 2010 | Xevi Pons                                  | Álex Haro                                  | Ford Focus RS WRC 02                       | CERT                                       |        |
| 2011 | Edició suspesa per accident mortal         | Edició suspesa per accident mortal         | Edició suspesa per accident mortal         | Edició suspesa per accident mortal         | [ 1 ]  |
| 2012 | David Pérez                                | José Ignacio Ramírez                       | Peugeot 207 S2000                          |                                            |        |
| 2013 | Edició suspesa                             | Edició suspesa                             | Edició suspesa                             | Edició suspesa                             |        |
| 2014 | José Antonio Aznar                         | José Crisanto Galán                        | Porsche 997 GT3 RS 3.6                     |                                            |        |
| 2015 | José Antonio Aznar                         | José Crisanto Galán                        | Porsche 997 GT3 RS 4.0                     |                                            |        |
| 2016 | Alexander Villanueva                       | Óscar Sánchez                              | Citroën DS3 R5                             | CERT                                       | [ 2 ]  |
| 2017 | Jorge del Cid                              | Nerea Odriozola                            | Mitsubishi Lancer Evo X                    | CERT                                       | [ 3 ]  |
| 2018 | Xevi Pons                                  | Diego Sanjuan                              | Peugeot 208 T16                            | CERT                                       | [ 4 ]  |
| 2019 | Xevi Pons                                  | Rodrigo Sanjuan                            | Škoda Fabia R5                             | CERT                                       | [ 5 ]  |
| 2020 | Edició suspesa per la pandèmia de covid-19 | Edició suspesa per la pandèmia de covid-19 | Edició suspesa per la pandèmia de covid-19 | Edició suspesa per la pandèmia de covid-19 | [ 6 ]  |
| 2021 | Jan Solans                                 | Rodrigo Sanjuan                            | Citröen C3 Rally2                          | CERT, S-CER                                | [ 7 ]  |
| 2022 | Pepe López                                 | Borja Rozada                               | Hyundai i20 N Rally2                       | CERT, S-CER                                | [ 8 ]  |
| 2023 | José Antonio Suárez                        | Alberto Iglesias                           | Škoda Fabia RS Rally2                      | CERT, S-CER                                | [ 9 ]  |
| 2024 | Alejandro Cachón                           | Borja Rozada                               | Toyota GR Yaris Rally2                     | CERT, S-CER                                | [ 10 ] |